# Veitongo Football Club
Veitongo Football Club é uma agremiação esportiva tonganesa com sede em Tongatapu, maior ilha do país. Disputa atualmente a TFA Major League Premier Division, correspondente ao escalão máximo do futebol nacional.
Participou pela primeira vez de uma Liga dos Campeões da OFC, em 2016, após desbancar o Lotohaʻapai United na disputa pelo título da liga na temporada 2014–15.

## Títulos
- TFA Major League Premier Division: 1977–78, 2014–15, 2016, 2017, 2019, 2021, 2022 e 2023.